# جوناثان كوتس
جوناثان كوتس (بالإنجليزية: Jonathan Coates)‏ هو مدرب كرة قدم ولاعب كرة قدم بريطاني، ولد في 27 يونيو 1975 في سوانزي في المملكة المتحدة. شارك مع منتخب ويلز تحت 21 سنة لكرة القدم. أما مع النوادي، فقد لعب مع سوانزي سيتي ونادي آبريستويث تاون ونادي باري تاون يونايتد ونادي وكينغ ونيوبورت كونتي.